# Trox contractus
Trox contractus är en skalbaggsart som beskrevs av Robinson 1940. Trox contractus ingår i släktet Trox och familjen knotbaggar. Inga underarter finns listade i Catalogue of Life.

## Bildgalleri

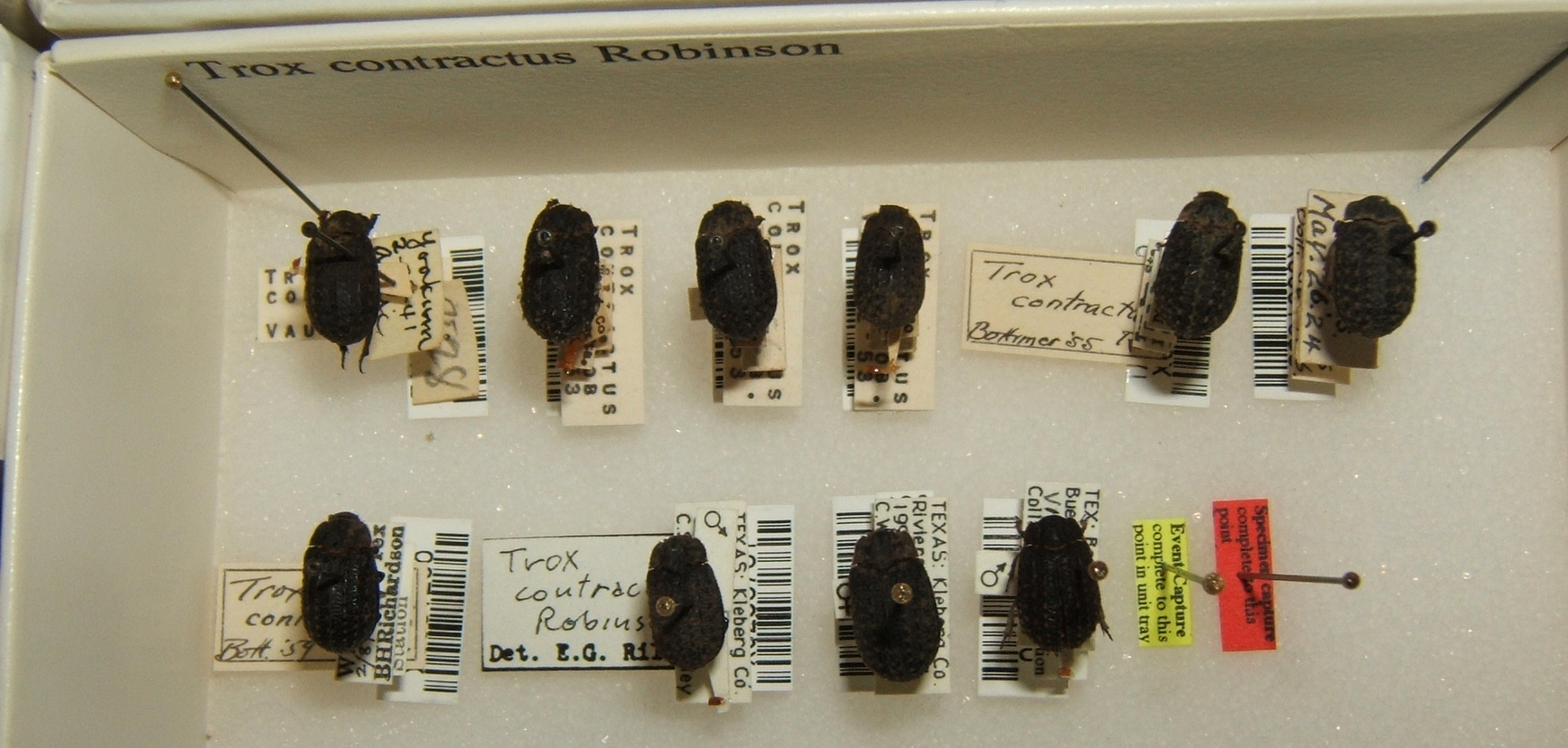